# Villa Amalia Franchini

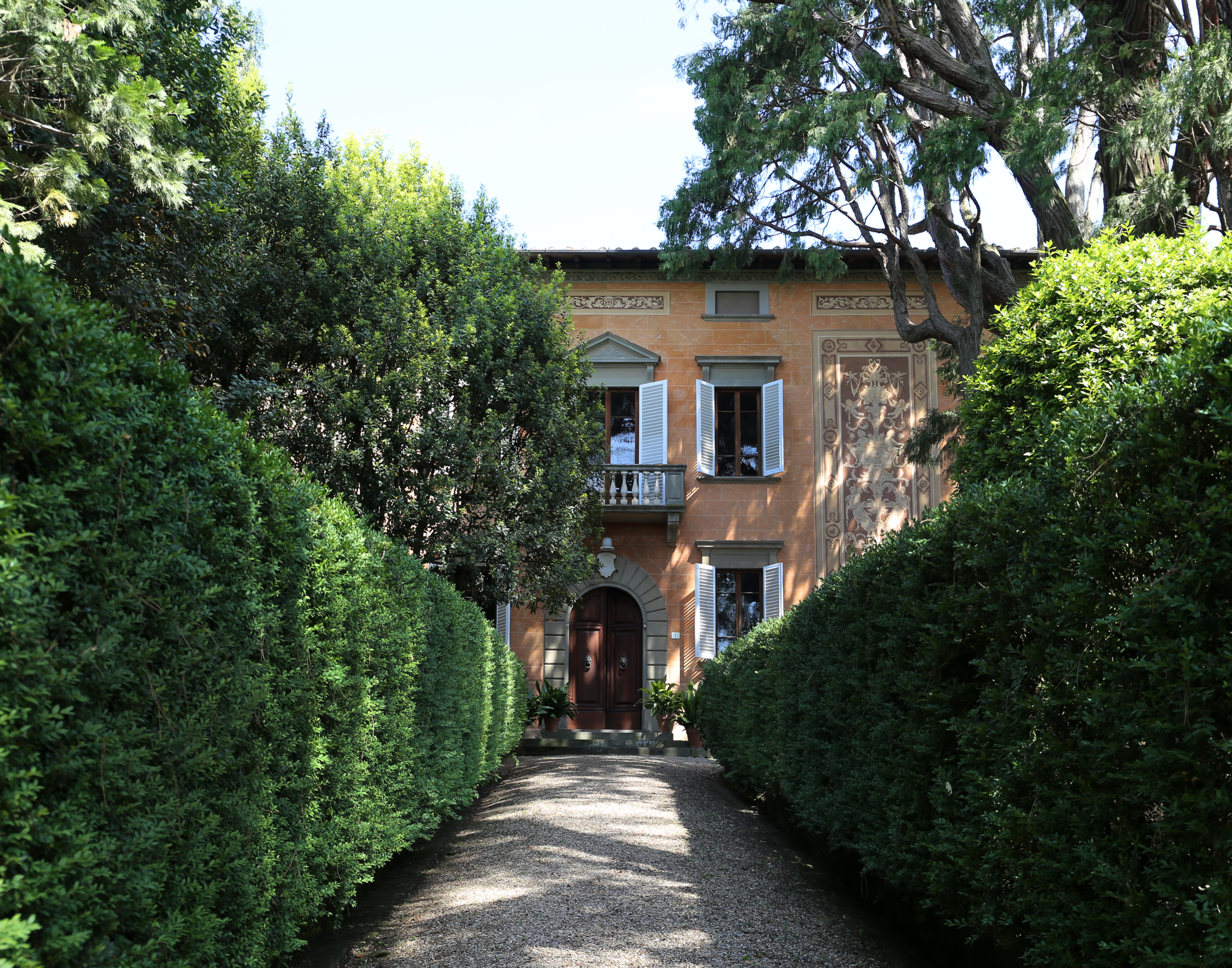
Villa Amalia, Borgo a Buggiano

Villa Amalia, o villa Franchini, è un edificio storico di Buggiano, privato e non aperto al pubblico, situato nella frazione di Borgo a Buggiano in corso Indipendenza 1.

## Storia e descrizione
L'edificio, a forma di parellelepipedo, risale al 1750 circa, ma il suo aspetto attuale risale alla seconda metà del secolo successivo, quando avvenne un'importante ristrutturazione architettonico-artistica, a seguito della quale la famiglia Franchini vi fissò la propria residenza principale. Don Cesare e don Salvatore Franchini erano in quel periodo precettori del figlio del barone Hermann Kanzler, il generale che, a capo delle truppe pontificie, difese Porta Pia dall'attacco degli italiani, e che
specie d'estate dimorava a Buggiano nella vicina villa Bellavista: fu proprio qui che i due suddetti crearono la pregevole biblioteca, che fu poi trasportata e ricomposta a villa Amalia. Nondimeno, col loro fratello Torello e soprattutto con il figlio di questi, Franchino, piena era diventata la conversione dei Franchini alla nuova temperie risorgimentale e liberale, cui si accompagnò anche la fondazione dello studio legale di famiglia (1891-1893) tuttora esistente. 
Il nome Amalia deriva da Amalia Arrigoni Franchini (scomparsa nel 1992) tramite la quale i Franchini si imparentarono con le più eminenti famiglie della nobiltà propriamente locale, come i Magnani, i Cecchi, i Nuti. È invece preesistente la parentela con i Tellini, poi estintisi e fusisi nei Franchini, tanto che a villa Amalia già negli anni Cinquanta del secolo scorso furono raccolti i cimeli del generale Enrico Tellini, dalla cui morte era dipeso, nel 1923, lo scoppio di una grave crisi internazionale che aveva portato all'aggressione di Mussolini a Corfù. Più recenti gli imparentamenti con famiglie della nuova classe dirigente repubblicana, come gli Zoppi (v. Sergio Zoppi) o di antico ceppo napoletano, come gli Acquaviva Coppola (v. Palazzo Acquaviva Coppola), o i Catemario di Quadri, sempre comunque rilevanti ai fini della comprensione del complesso milieu socio-culturale che da lungo tempo connota Villa Amalia. 
La decorazione esterna e interna della villa fu affidata al pittore pisano Nicola Torricini, lo stesso che aveva decorato, fra i molti altri, anche il palazzo Giuli Rosselmini Gualandi a Pisa. Più precisamente si ritiene che alcuni locali della casa (salone degli affreschi, c.d. camera celeste, mezzanino) siano stati personalmente dipinti dal Torricini, mentre altri (c.d. camera verde) da maestranze da lui dirette, della cui collaborazione Torricini si sarebbe avvalso anche per la facciata, oggetto di un restauro nel 2012. 
Il giardino della villa, il quale consta di un viale che sale verso l'ingresso della casa, contornato da due boschetti laterali, è improntato al gusto romantico, con quinte di bambù, alberi secolari, sculture di bosso ed alloro, aiuole asimmetriche fiorite.